# Bryan Foy
Bryan Foy (Chicago, 8 de dezembro de 1896 — Los Angeles, 20 de abril de 1977) foi um produtor de cinema e diretor estadunidense. Foi nomeado a um Oscar pelo documentário Fui Comunista para o FBI (1952).
Foi sepultado no Calvary Cemetery em Los Angeles.

## Filmografia parcial
- The Swell Head (1928)
- Lights of New York (1928)
- The Home Towners (1928)
- Queen of the Night Clubs (1929)
- The Royal Box (1929)
- Stout Hearts and Willing Hands (1931)
- The Unwelcome Stranger (1935)
- Swellhead (1935)
- Road Gang (1936)
- Love Is on the Air (1937)
- Marry the Girl (1937)
- Smart Blonde (1937)
- West of Shanghai (1937)
- The Invisible Menace (1938)
- Girls on Probation (1938)
- Nancy Drew... Detective (1938)
- Comet Over Broadway (1938)
- Devil's Island (1939)
- Hell's Kitchen (1939)
- On Dress Parade (1939)
- South of Suez (1940)
- Law of the Tropics (1941)
- I Was Framed (1941)
- Wild Bill Hickok Rides (1942)
- The Loves of Edgar Allan Poe (1942)
- Little Tokyo, U.S.A. (1942)
- Berlin Correspondent (1942)
- The Undying Monster (1942)
- Chetniks! The Fighting Guerrillas (1943)
- Guadalcanal Diary (1943)
- Doll Face (1945)
- Adventures of Casanova (1948)
- Trapped (1949)
- The Great Jewel Robber (1950)
- Breakthrough (1950)
- I Was a Communist for the FBI (1951)
- The Miracle of Our Lady of Fatima (1952)
- House of Wax (1953)
- The Mad Magician (1954)
- House of Women (1962)
- PT-109 (1963)